# Juan Francisco Barraza
Juan Francisco Barraza   (San Miguel, 12 de març de 1935 - 27 de desembre de 1997) fou un futbolista salvadorenc de la dècada de 1950.
Fou 30 cops internacional amb la selecció del Salvador.
Pel que fa a clubs, destacà a Dragón i Águila.
Trajectòria com a entrenador:
- 1970-1973: Águila
- 1980-1982: FAS
- 1983: Águila
- 1984-1985: Dragón
- ?: Alianza